# Liubov Pancenko
Liubov Mîhailivna Pancenko (în ucraineană Любов Михайлівна Панченко; n. 2 februarie 1938, Bucea, RSS Ucraineană, URSS – d. 30 aprilie 2022, Kiev, Ucraina) a fost o artistă vizuală și designer de modă ucraineană. A fost membră a Uniunii Femeilor Ucrainene. A aparținut grupului "Sixtiers", o grupare de artiști din anii '60 care au revitalizat cultura ucraineană în timpul perioadei de destindere a lui Hrușciov.

## Biografie
Liubov Panchenko s-a născut pe 2 februarie 1938 în satul Yablunka. La sfârșitul anilor '50, a absolvit Școala de Arte Aplicate din Kiev, specializarea broderie. Ulterior, a lucrat într-un atelier de croitorie și, în același timp, și-a extins cunoștințele de artă, interesându-se de linocut. În 1968, a fost admisă la secția de grafică a Facultății de Tipografie din cadrul Academiei Ucrainene de Tipografie. În anii '60, s-a alăturat Clubului de Tineret Creativ „Сучасник” și a devenit membră a secției literare, Brama.
Panchenko a lucrat ca designer de modă la Institutul de Proiectare și Tehnologie Tehnică și la Casa Republicană a Modelelor. În această perioadă, talentul ei s-a dezvoltat în plinătate: a creat o serie de acuarele, modele de îmbrăcăminte, modele de broderie, ilustrații grafice pentru cărți, picturi. Multe dintre lucrările ei de broderie au fost expuse în revista Femeia Sovietică. Era cunoscută pentru apărarea limbii și culturii ucrainene. A pictat ouă de Paște în stilul pysanka, a brodat costume naționale pentru coruri și a strâns fonduri pentru a ajuta prizonierii politici condamnați pentru "agitare și propagandă antisovietică". Cu participarea ei, au fost reînviat tradițiile colindului și a reprezentării vertep în Kiev.
Panchenko a primit Premiul Vasyl Stus în 2001. Datorită influențelor evidente ale folclorului ucrainean în creațiile sale, ea nu a avut expoziții în perioada sovietică și a depins financiar de munca sa în modă și broderie.
În timpul masacrului de la Bucha, ea a rămas în casa ei timp de săptămâni fără hrană. După ce trupele rusești au părăsit orașul, a fost transportată la un spital din Kiev, unde medicii au încercat timp de aproape o lună să-i salveze viața. Din păcate, nu s-a recuperat și a decedat pe 30 aprilie 2022, la vârsta de 84 de ani. S-a raportat că moartea ei a fost cauzată de înfometare, consecință a invaziei ruse din 2022 în Ucraina.